# Mala Danylivka
Mala Danylivka (ukrainien : Мала Данилівка) est une commune urbaine de l'oblast de Kharkiv, en Ukraine. Elle compte 8 145 habitants en 2021.

## Géographie
La commune est assise à l'est de la confluence entre les rivières Lozovenka et Lopan. La Lopan est un tributaire de la rivière Donets, via l'Oudy, dans le bassin hydrographique du fleuve Don. La commune se trouve à 8 kilomètres au nord-nord-est de la ville de Kharkiv.

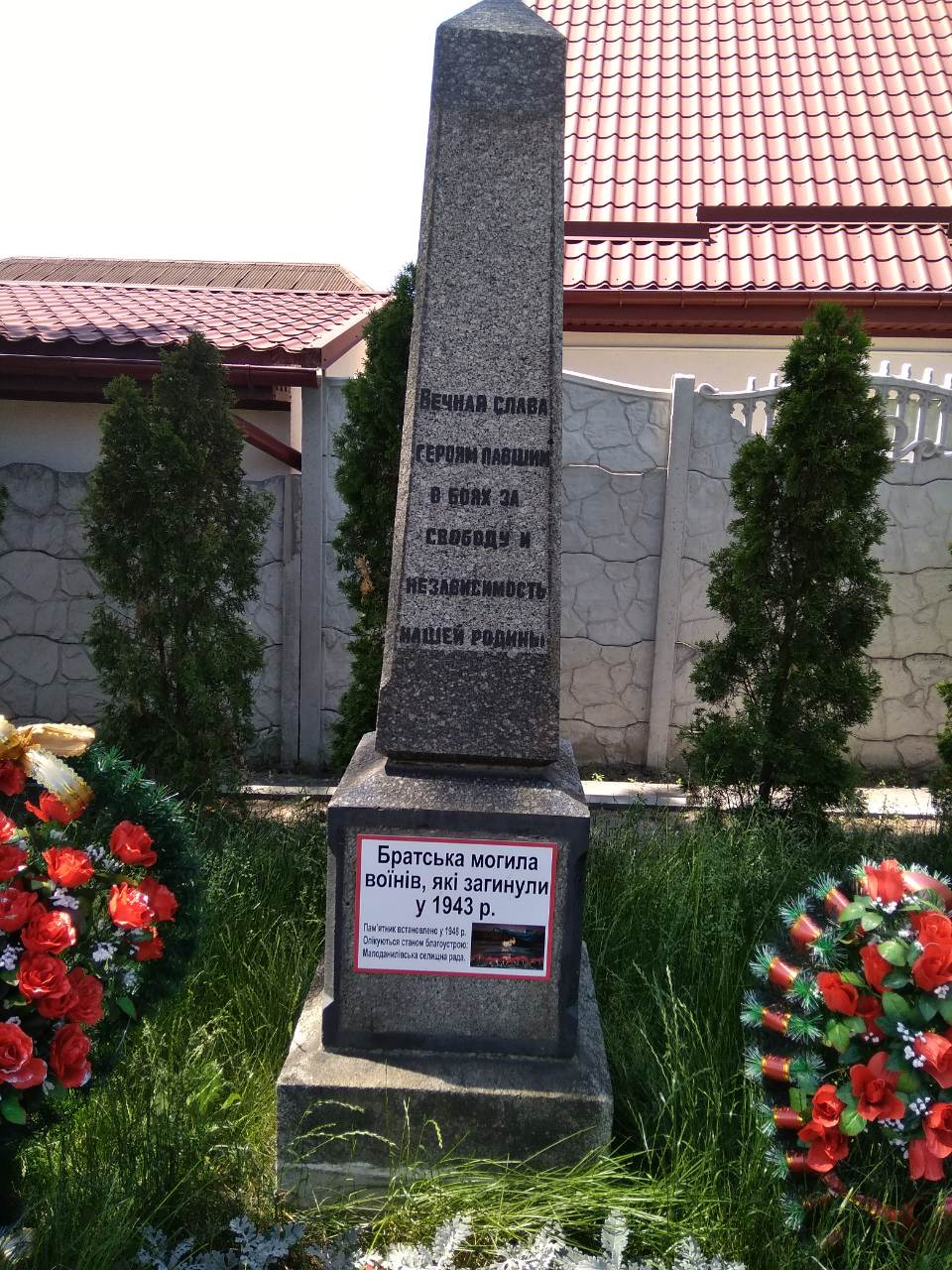
Mémorial aux soldats morts , classé[2].
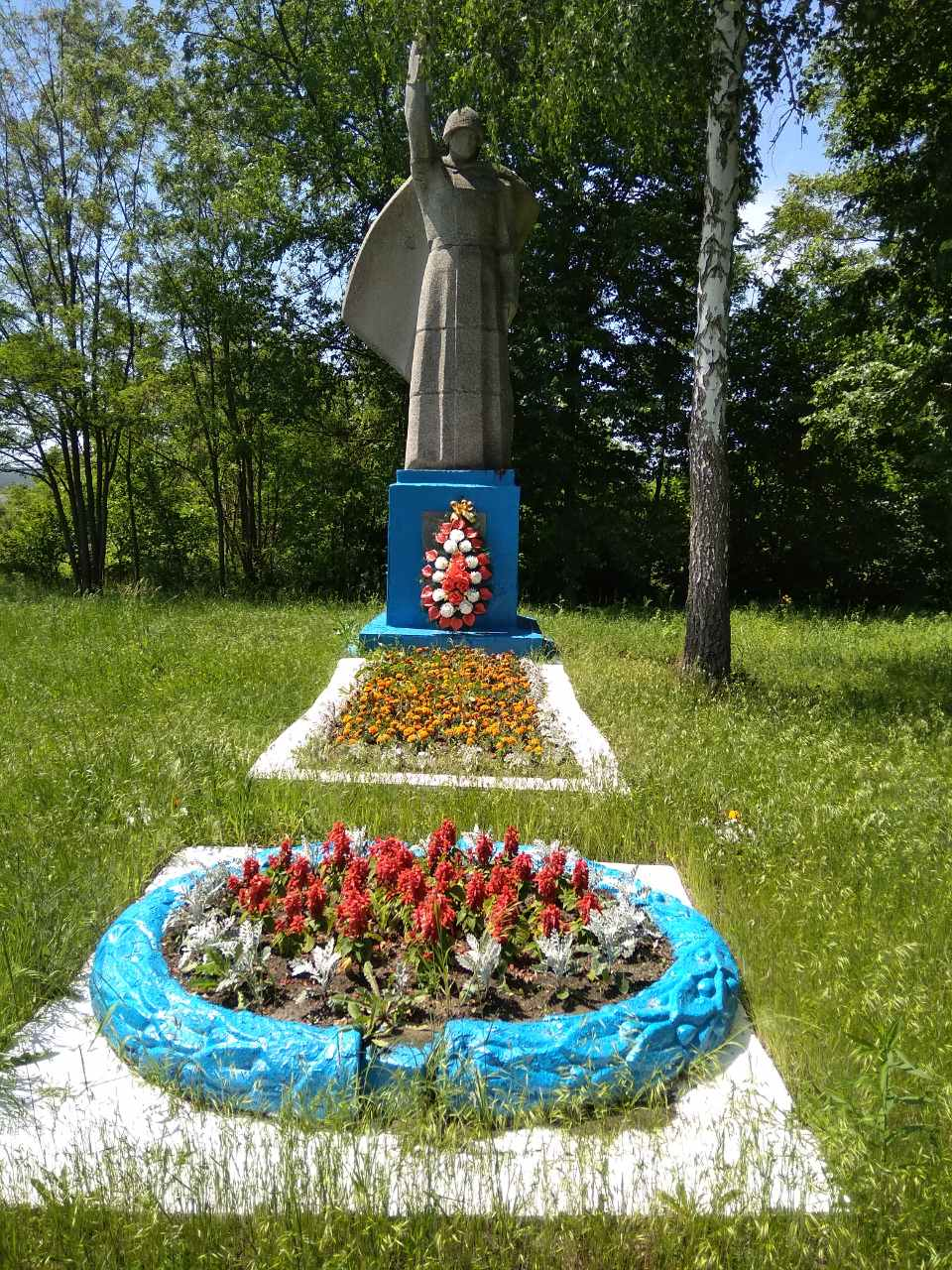
Mémorial aux soldats morts en 1943, classé[3].
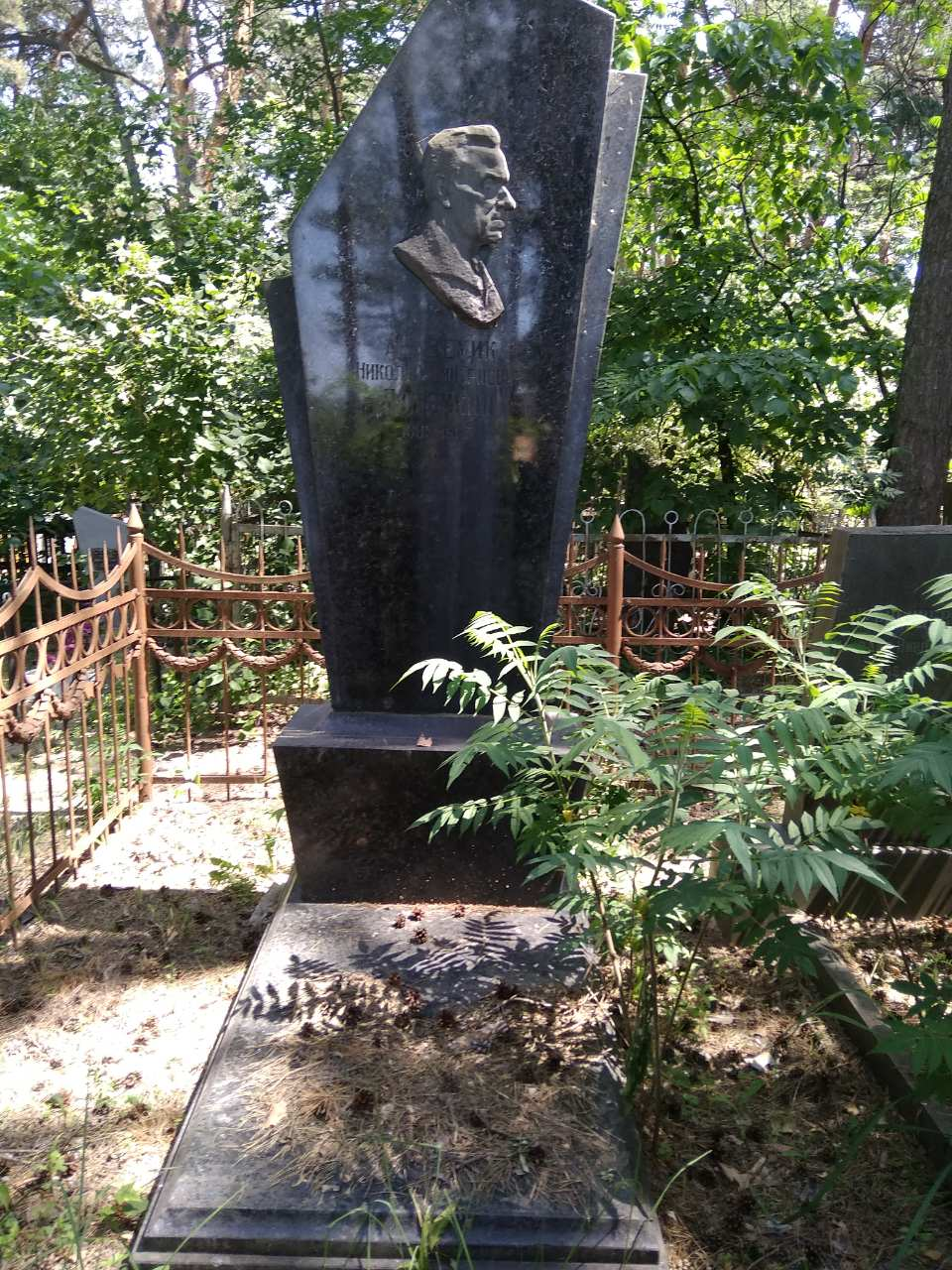
Tombe de l'académicien Vashnil, classé[4].
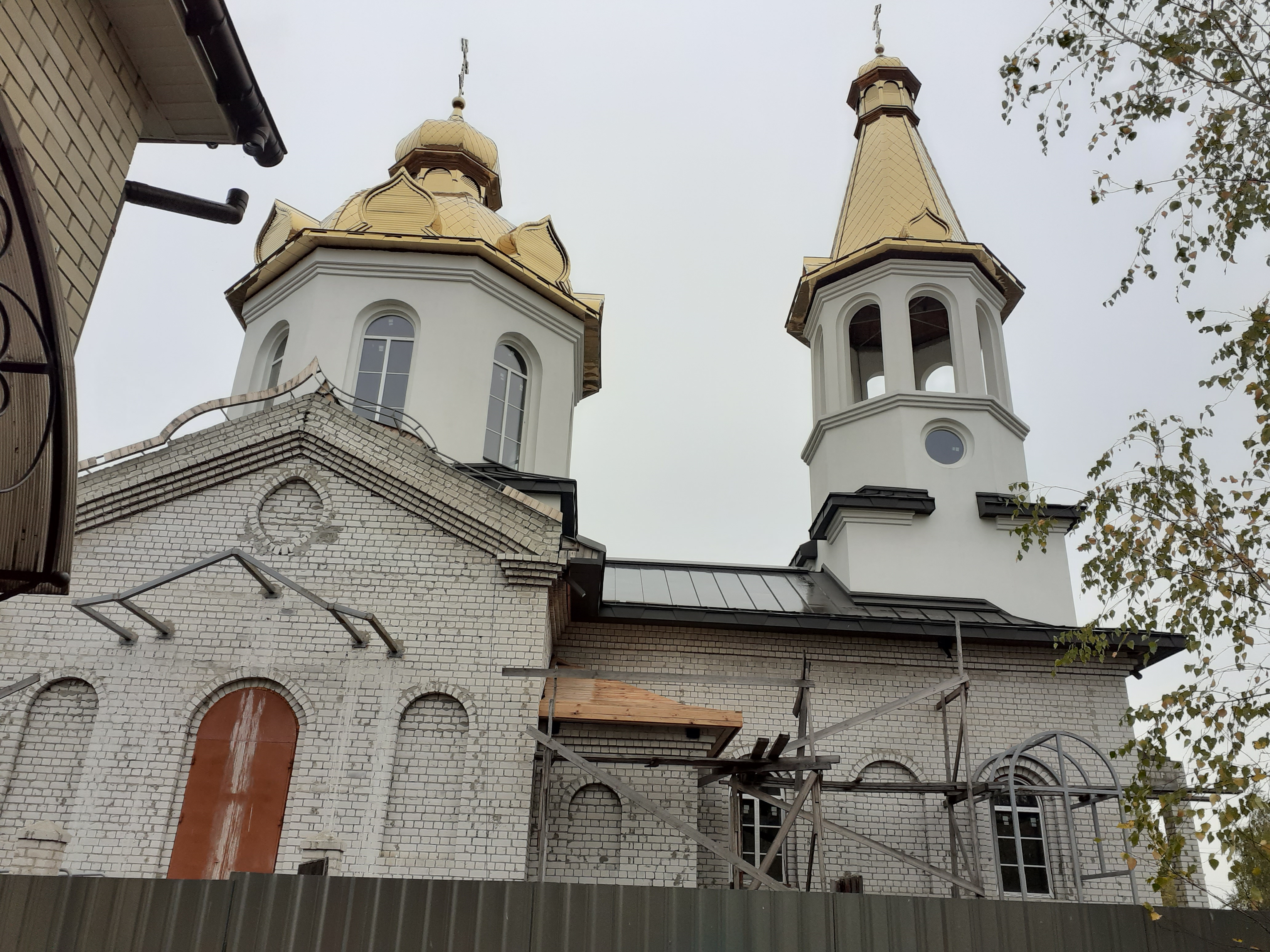
Eglise saint-Jean.